# Lockheed Starliner
Die Lockheed L-1649A Starliner war ein viermotoriges propellergetriebenes Verkehrsflugzeug mit Druckkabine und das letzte Modell der Constellation-Baureihe des US-amerikanischen Herstellers Lockheed. Die bis 1958 hergestellte Starliner hatte 1956 ihren Erstflug; insgesamt wurden 44 Maschinen verkauft.
Die Lufthansa setzte von 1958 bis 1960 vier Starliner als Passagierflugzeuge und nach deren Umbau bis zur Außerdienststellung im November 1965 als Frachtflugzeuge ein.

## Varianten
Die äußerst erfolgreiche Constellation-Baureihe von Lockheed brachte 1943 die Constellation, 1950 die Super Constellation und schließlich 1956 den Starliner hervor, der zusammen mit dem Konkurrenzmuster Douglas DC-7C den technischen Höhepunkt der Langstreckenflugzeuge mit Kolbenmotorantrieb bildete. Bei allen Versionen der Constellation-Baureihe bis hin zur Lockheed Starliner wurden luftgekühlte 18-Zylinder-Doppelsternmotoren des Herstellers Curtiss-Wright in verschiedenen Ausführungen und Leistungsstärken verwendet.

## Geschichte
Die L-1649A Starliner, bei Lufthansa „Super Star“, TWA „Jetstream“ und Air France „Super Starliner“ genannt, war der letzte Typ in der langen Entwicklungsgeschichte der Constellation-Baureihe. Zusammen mit der Douglas DC-7C war der Flugzeugtyp eines der ersten Verkehrsflugzeuge, die planmäßig nonstop gegen den Jetstream von Europa an die US-Ostküste flogen. Auf den Routen von Europa an die Ostküste der USA konnte der Starliner mit voller Nutzlast von über 12,5 Tonnen selbst bei starkem Gegenwind nonstop eingesetzt werden. Die Projektarbeiten an der L-1649A begannen Anfang 1955. Die Rumpfstruktur des Starliners ist mit derjenigen der L-1049G Super Constellation identisch. Durch das Radom mit Wetterradar vergrößerte sich die Gesamtlänge allerdings um 0,78 m. Der wesentlichste Unterschied bestand in der Neukonstruktion der Tragflächen mit eckigen Flächenenden und einer auf 45,72 m vergrößerten Flügelspannweite. Im Vergleich zur L-1049G wurde die Flächentiefe hierbei um 15 Prozent verringert. Durch größere Treibstofftanks wurde die Reichweite bei voller Nutzlast auf 8700 km erhöht. Die L-1649A startete am 10. Oktober 1956 zu ihrem Erstflug.
Die TWA setzte den Starliner als erste Fluggesellschaft im transkontinentalen Liniendienst (ab 2. Juli 1957) und auf der langen Nonstop-Verbindung zwischen Los Angeles und London (ab 29. September 1957) ein. Der erste Flug auf dieser ca. 8800 km langen Transpolar-Strecke dauerte 18 Stunden und 32 Minuten. Neben TWA, die mit 29 Starlinern die größte Flotte besaß, kauften nur noch zwei weitere Fluggesellschaften – Air France und Lufthansa – im Jahre 1957 die L-1649A als Übergangslösung bis zur Auslieferung der bestellten Boeing-707-Strahlflugzeuge.
Der letzte Starliner-Einsatz bei TWA erfolgte am 6. April 1967, wobei die zehn Starliner der Air France bis zum Sommer 1961 und die vier Lufthansa-Maschinen bis 1965 eingesetzt wurden. Zu den bekanntesten Secondhand-Betreibern der L-1649A zählten die Luxair, Trek Airways und Alaska Airlines. Insgesamt wurden nur 44 Starliner gebaut. Seit Anfang der 1980er-Jahre steht keines dieser Flugzeuge mehr im Einsatz.

## Rekorde
Die L-1649A hält den Rekord für den längsten Nonstop-Passagierflug eines Flugzeuges mit Kolbenmotorantrieb. Beim ersten Flug der TWA von London nach San Francisco (ca. 8610 km) vom 1. auf den 2. Oktober 1957 blieb das Flugzeug 23 Stunden und 19 Minuten in der Luft.

## Zwischenfälle
Vom Erstflug 1956 bis Juni 2018 kam es mit Lockheed L-1649 Starliner zu neun Totalschäden von Flugzeugen. Bei dreien davon kamen insgesamt 163 Menschen ums Leben. Vollständige Liste:
- Am 26. Juni 1959 wurde eine L-1649 der TWA (Luftfahrzeugkennzeichen N7313C) auf dem planmäßigen Flug von Mailand nach Paris-Orly etwa 15 Minuten nach dem Start vom Flughafen Mailand-Malpensa vermutlich von einem Blitz getroffen. Anschließend explodierten mindestens zwei Treibstofftanks; die Maschine stürzte 32 Kilometer nordwestlich von Mailand bei Varese ab. Alle auf dem Flugplan angegebenen 68 Menschen an Bord starben, außerdem ein Kleinkind, das vermutlich unangemeldet mit an Bord genommen wurde. Dies war der erste Totalverlust einer Starliner (siehe auch Trans-World-Airlines-Flug 891).[8]

- Am 10. Mai 1961 stürzte eine L-1649 der Air France (F-BHBM) auf dem Flug von Fort Lamy (heute N’Djamena) nach Marseille etwa 100 Kilometer nördlich Edjele (Algerien) vermutlich nach einem Sprengstoffanschlag über der Sahara ab. Das Heck der Maschine wurde in 1,5 km Entfernung vom Hauptwrack gefunden. Alle 78 Personen an Bord starben. Dies war der schwerste Unfall einer Starliner, gemessen an der Anzahl der Todesopfer (siehe auch Air-France-Flug 406).[9]

- Am 19. Juni 1961 schlug eine Lockheed L-1649A Starliner der argentinischen Trans Atlantica Argentina (LV-GLH) bei der Landung auf dem Flughafen Rio de Janeiro–Galeao (Brasilien) kurz vor der Landebahn auf einen Erdhaufen auf. Dabei wurde das Fahrwerk abgerissen. Das Flugzeug rutschte noch 1050 Meter auf der Landebahn entlang, bevor es zum Stillstand kam. Es wurde irreparabel beschädigt. Alle Insassen überlebten den Unfall.[10]

- Am 3. September 1964 wurde eine Lockheed L-1649A Starliner der Federal Aviation Agency – FAA (LV-GLI) auf dem Flugplatz Phoenix Deer Valley (Arizona, USA) bei einem Crashtest zu Forschungszwecken geplant zerstört. Personen kamen nicht zu Schaden.[11]

- Am 18. Dezember 1966 schlug eine L-1649 der Aerocondor Colombia (N7301C) auf dem Flug von Miami nach Bogota-Eldorado 10 bis 20 Meter vor der Landebahn auf. Zum Unfallzeitpunkt befanden sich Nebelschwaden über Teilen des Flughafens. Der Kapitän der aus den USA gemieteten Maschine verfügte nicht über ein gültiges Flugtauglichkeitszeugnis. Von den 59 Personen an Bord starben 17.[12]

- Am 28. September 1968 verunglückte eine Lockheed L-1649A Starliner der US-amerikanischen Willair International (N8081H) auf einem Trainingsflug bei der Landung auf dem Flughafen Stockton (Kalifornien, USA). Kurz vor der Landung prallte sie auf eine 7 Zoll hohe Lippe eines Strahlabweisers, wobei das Fahrwerk zusammenbrach und das Flugzeug irreparabel beschädigt wurde. Alle 11 Insassen, drei Besatzungsmitglieder und 8 Passagiere, überlebten den Unfall.[13]

- Am 9. Dezember 1968 war eine Lockheed L-1649A Starliner der US-amerikanischen Fly by Night Safaris (N7314C) vor dem Start auf dem Flughafen Las Vegas (Nevada, USA) versehentlich mit Kerosin statt Flugbenzin betankt worden. Kurz nach dem Abheben kam es natürlich zu einem Leistungsverlust, welcher den Kapitän zu einer Bauchlandung zwang. Dabei wurde das Flugzeug irreparabel beschädigt. Alle 104 Insassen, acht Besatzungsmitglieder und 96 Passagiere, überlebten den Unfall.[14]

- Am 5. Februar 1969 streifte eine Lockheed L-1649A Starliner der US-amerikanischen Six-T Ranch Corp. (N7324C) beim Start zu einem nächtlichen Schmuggelflug vom Flughafen Paramaribo/Zanderij (Surinam) Bäume. Eine Tragflächenvorderkante wurde beschädigt und das Triebwerk Nr. 2 (links innen) fing Feuer. Die Besatzung schaffte es, zum Flughafen zurückzukehren und verließ dort die mit Zigaretten und Verbrauchsgütern beladene Maschine. Alle Insassen überlebten den Unfall.[15]

- Am 26. März 1969 befand sich eine Lockheed L-1649A Starliner der US-amerikanischen Trans American Leasing Inc (N7311C) auf einem Frachtflug mit Zigaretten von Lima nach Montevideo. Während des Reiseflugs entstanden Probleme mit dem Triebwerk Nr. 2 (links innen), bald darauf fing Triebwerk Nr. 1 (links außen) Feuer. Auf Vorschlag des Fluglotsen von Arica wurde eine Notlandung auf einer 600 Meter langen Notfallpiste bei Colchane (Chile) durchgeführt. Das Flugzeug wurde irreparabel beschädigt. Alle drei Besatzungsmitglieder, die einzigen Insassen auf dem Frachtflug, überlebten den Unfall. Es war der letzte Totalschaden einer Starliner.[16]

## Technische Daten
| Kenngröße            | Daten |
| -------------------- | --- |
| Besatzung            | 4+4 |
| Passagiere           | 40–99 |
| Länge                | 35,40 m |
| Spannweite           | 45,70 m |
| Höhe                 | 7,60 m |
| max. Startmasse      | 70.762 kg |
| Triebwerke           | 4 luftgekühlte 18-Zylinder-Turbo-Compound-Doppelsternmotoren Typ Curtiss-Wright R3350-988TC-18EA2 mit je 3.450 PS (ca. 2.540 kW) |
| Propeller            | dreiblättrige Verstellpropeller                                                                                                  |
| Reisegeschwindigkeit | 535 km/h |
| Dienstgipfelhöhe     | 7.600 m |
| Reichweite           | 9.900 km |

## Erhaltene Flugzeuge

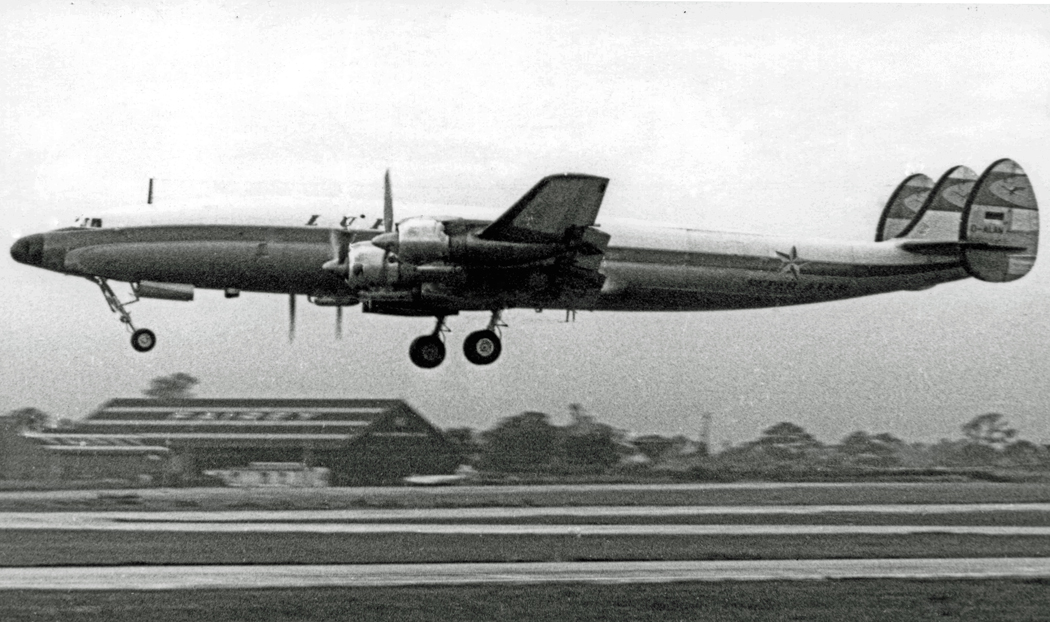
Starliner der Lufthansa beim Start in Manchester 1961

- D-ALAN/N974R (Werknummer 1040): Im Dezember 2007[17] erwarb die Deutsche Lufthansa Berlin-Stiftung auf einer Auktion in den USA für 748.000 US-Dollar drei Starliner nebst umfangreichem Zubehör, Ersatzteilen und technischen Dokumentationen. Unter den drei Flugzeugen befindet sich auch ein ehemals von der Lufthansa betriebener Starliner (ex D-ALAN). Es war geplant, dieses Flugzeug wieder in einen flugfähigen Zustand zu versetzen. Zwei Starliner sollten dabei als Ersatzteillager dienen. Hierzu wurde eigens am Flughafen Auburn-Lewiston im US-Bundesstaat Maine eine Wartungshalle gebaut, welche für die Zeit der Instandsetzung angemietet wurde. Dieses Vorhaben gab man nach einer genauen Inspektion des Zellenzustandes auf und wählte stattdessen als Restaurierungsobjekt für eine Lufthansa-Maschine die N7316C, eine ehemalige TWA-Maschine. Die D-ALAN ist in Lufthansa-Farben im Luftfahrtmuseum Fantasy of Flight in Florida ausgestellt.[18]
- N7316C (Werknummer 1018): Die Maschine wurde zusammen mit der N974R und N8083H im Dezember 2007 bei einer Auktion durch die „Deutsche Lufthansa Berlin-Stiftung“ (DLBS) erworben.[19] Die Restaurierung der Maschine begann im November 2008 und wurde ebenfalls, wie für die D-ALAN ursprünglich geplant, auf dem Flughafen Auburn-Lewiston durchgeführt.[20] Über die Etappen der Restaurierung der Starliner wurde seit Oktober 2008 von Seiten der Lufthansa Technik regelmäßig öffentlich berichtet, seit Juni 2015 jedoch nur noch sporadisch. Die Berichte legten die Vermutung nahe, dass trotz Investitionen von angeblich bereits 100 Millionen Euro das Projekt ins Stocken geraten ist. So war zum Beispiel die Flugbereitschaft für 2013 geplant, wurde jedoch seitdem mehrfach verschoben.[21] Im Jahr 2018 gab die Lufthansa bekannt, die Restaurierungsarbeiten in Auburn beenden zu wollen, die Maschine solle nunmehr demontiert nach Deutschland überführt werden, um die Arbeiten dort fortzusetzen, einen genauen Zeitplan hierfür ließ die Lufthansa Technik erneut offen.[22][23][24] Nachdem die teilrestaurierte Super Star in Container verpackt und nach Bremen verschifft worden war, lag sie dort seit Ende 2019 in einer Lagerhalle am Hafen.[25] Ende Februar 2021 begann ihr Umzug zum Flughafen Paderborn/Lippstadt, wo sie – ebenfalls zerlegt – bis auf weiteres eingelagert wird. Als Grund für den Umzug nennt die Deutsche Lufthansa Berlin-Stiftung freie Hallenkapazität. Im Hangar in Paderborn ist die Maschine besser vor klimatischen Einflüssen geschützt als zuvor in Bremen am Hafen.[26]
Mit Stand Juli 2022 wird die Starliner von der Homepage der Stiftung verschwiegen, sie ist weder unter Flotte, noch unter Projekte, sondern nur über Suchmaschinen zu finden. Inklusive des Transports nach Bremen hat dieses Projekt 150 Millionen Euro verschlungen.[25][27] Im April 2024 gab Lufthansa bekannt, die Maschine ab 2026, zusammen mit der Ju 52, in einem eigens dafür errichteten Konferenz- und Besucherzentrum am Frankfurter Flughafen auszustellen.[28] Am 14. August 2025 traf die Maschine auf Tiefladern am Flughafen Frankfurt ein.[29]